# Romanos 3

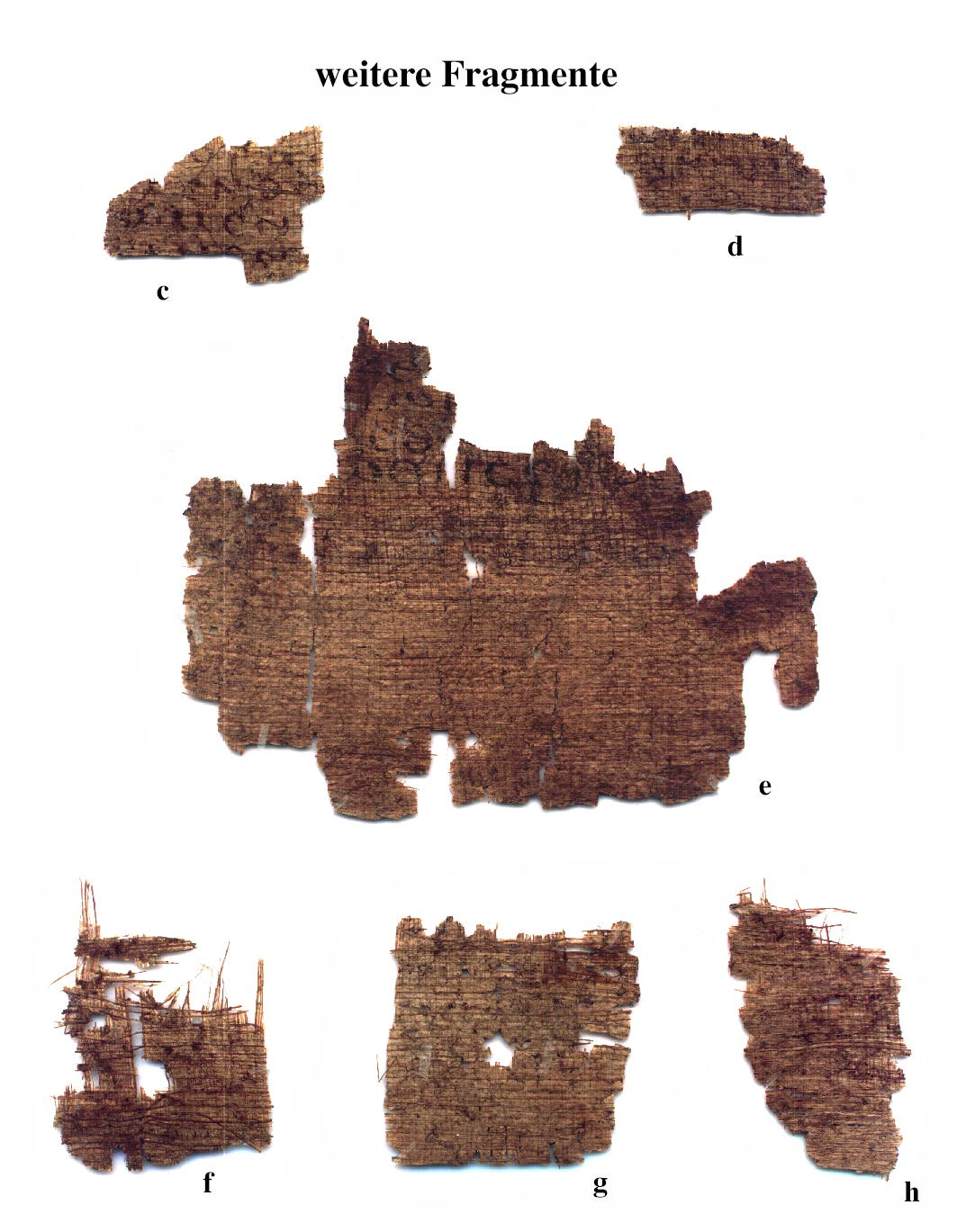
Fragmento c a h que contiene partes de la Epístola a los Romanos en el Papiro 40, escrito hacia el año 250 d. C.

Romanos 3 es el tercer capítulo de la Epístola a los Romanos del Nuevo Testamento de la Biblia cristiana. Fue compuesta por Pablo el Apóstol, mientras se encontraba en Corinto a mediados de los años 50 d. C., con la ayuda de un amanuense (secretario), Tercio, que añadió su propio saludo en Romanos 16:22.
En este capítulo, Pablo formula una serie de preguntas retóricas para desarrollar su mensaje teológico, y cita extensamente de la Biblia hebrea.. El teólogo Albert Barnes sugiere que «el diseño de la primera parte de este capítulo es responder a algunas de las objeciones que podría ofrecer un judío a las afirmaciones del capítulo anterior».

## Texto
El texto original fue escrito en griego koiné. Este capítulo está dividido en 31 Versículos.

### Testigos textuales
Algunos Manuscritos bíblicos#Manuscritos del Nuevo Testamento tempranos que contienen el texto de este capítulo son:
- Papiro 40 (~250 d. C.; Versículos 21-31 existentes)
- Codex Vaticanus (325-350)
- Codex Sinaiticus (330-360)
- Codex Alexandrinus (400-440)
- Codex Ephraemi Rescriptus (~450; Versículos 22-31 existentes)